# لانگنوایسباخ
لانگنوایسباخ (به آلمانی: Langenweißbach) یک شهر در آلمان است که در Zwickau (district) واقع شده‌است. لانگنوایسباخ ۲٬۸۲۹ نفر جمعیت دارد.